# 大端河站
大端河站是位于广西壮族自治区柳州市鹿寨县大端村的一个铁路车站，邮政编码545618。车站建于1939年，有湘桂铁路经过该站，现仅办理货运，不办理客运业务，车站及其上下行区间均未电气化。车站距离衡阳站455公里，隶属南宁铁路局，是四等站。